# Funge

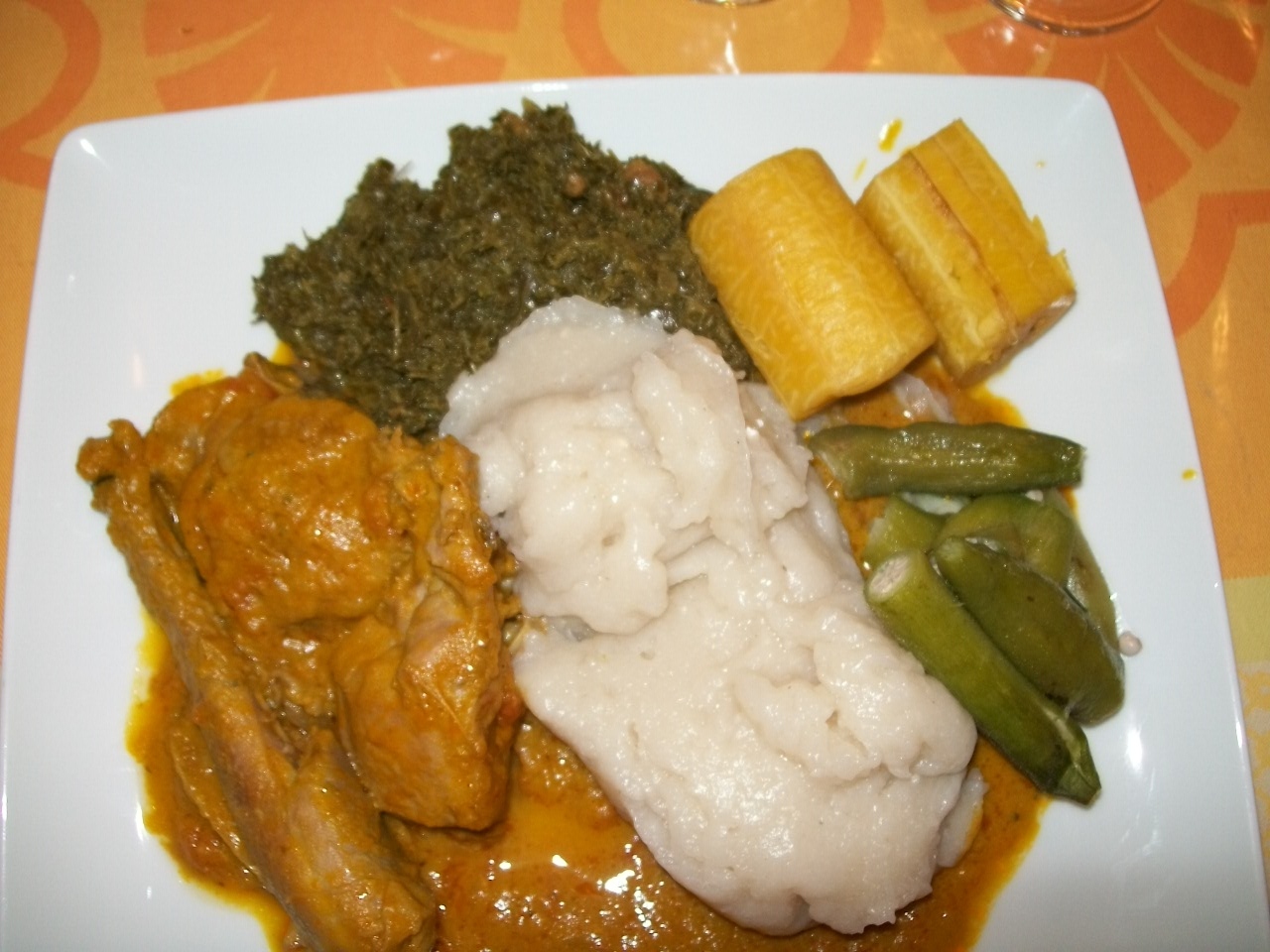
Moamba de galinha, traditioneel Angolees gerecht met kip. De funge ligt in het midden van het bord.

Funge is een veel gegeten bijgerecht uit Angola, gemaakt van maïsmeel of cassavemeel. In Brazilië bestaat een gelijksoortig gerecht, pirão.
Het meel wordt regelmatig en krachtig gekookt en geroerd, zodat het de juiste consistentie krijgt. De funge gemaakt van maïs krijgt een gele kleur. De funge die gemaakt is van cassave heeft een grijsachtige kleur met bruine tinten. De uiteindelijke consistentie lijkt in zekere zin op lijm.
Het wordt bijvoorbeeld gebruikt als bijgerecht bij het hoofdgerecht moambe, bijvoorbeeld met kip. Verdere ingrediënten zijn: palmolie, okra, bakbananen en wilde spinazie.
Het Portugese woord funge is afgeleid van het woord fungi uit het Quimbundo.